# Indische Cricket-Nationalmannschaft in den West Indies in der Saison 2011
Die Tour der indischen Cricket-Nationalmannschaft nach West Indies in der Saison 2011 fand vom 4. Juni bis zum 10. Juli 2011 statt. Die internationale Cricket-Tour war Bestandteil der Internationalen Cricket-Saison 2011 und umfasste drei Tests, fünf ODIs und ein Twenty20. Indien gewann die Test- und die Twenty20-Serie 1–0 und die ODI-Serie 3–2.

## Vorgeschichte
Die West Indies spielten zuvor eine Tour gegen Pakistan, für Indien war es die erste Tour der Saison. Das letzte Aufeinandertreffen der beiden Mannschaften bei einer Tour fand in der Saison 2009 in den West Indies statt.

## Stadien
Die folgenden Stadien wurden für die Tour als Austragungsort vorgesehen. Der Test in Dominca war der erste der dort ausgetragen wurde.
| Stadt         | Land                | Stadion                     | Kapazität | Spiele              |
| ------------- | ------------------- | --------------------------- | --------- | ------------------- |
| Bridgetown    | Barbados            | Kensington Oval             | 11.000    | 2. Test             |
| Kingston      | Jamaika             | Sabina Park                 | 20.000    | 1. Test; 5. ODI     |
| North Sound   | Antigua und Barbuda | Sir Vivian Richards Stadium | 10.000    | 3. & 4. ODI         |
| Port of Spain | Trinidad und Tobago | Queen’s Park Oval           | 25.000    | 1. & 2. ODI; 1. T20 |
| Roseau        | Dominica            | Windsor Park (Dominica)     | 12.000    | 3. Test             |

## Kaderlisten
Indien benannte seinen Limited-Overs-Kader am 13. Mai 2011.
Die West Indies benannten ihren Twenty20- und ODI-Kader am 30. Mai und ihren Test-Kader am 18. Juni 2011.
| Test | Test | ODI | ODI | Twenty20 | Twenty20 |
| West Indies | Indien | West Indies | Indien | West Indies | Indien |
| --- | --- | --- | --- | --- | --- |
| - Darren Sammy (K) - Adrian Barath - Carlton Baugh (wk) - Devendra Bishoo - Darren Bravo - Shivnarine Chanderpaul - Fidel Edwards - Kirk Edwards - Brendan Nash - Kieran Powell - Ravi Rampaul - Kemar Roach - Marlon Samuels - Ramnaresh Sarwan - Lendl Simmons | - MS Dhoni (K & wk) - VVS Laxman (VK) - Subramaniam Badrinath - Rahul Dravid - Harbhajan Singh - Virat Kohli - Praveen Kumar - Amit Mishra - Abhimanyu Mithun - Abhinav Mukund - Pragyan Ojha - Munaf Patel - Parthiv Patel (wk) - Suresh Raina - Ishant Sharma - Murali Vijay | - Darren Sammy (K) - Adrian Barath - Christopher Barnwell - Carlton Baugh (wk) - Devendra Bishoo - Darren Bravo - Dwayne Bravo - Kirk Edwards - Andre Fletcher (wk) - Danza Hyatt - Anthony Martin - Ashley Nurse - Kieron Pollard - Ravi Rampaul - Kemar Roach - Andre Russell - Marlon Samuels - Krishmar Santokie - Ramnaresh Sarwan - Lendl Simmons | - Suresh Raina (K) - Harbhajan Singh (VK) - Ravichandran Ashwin - Subramaniam Badrinath - Shikhar Dhawan - Virat Kohli - Praveen Kumar - Amit Mishra - Munaf Patel - Parthiv Patel (wk) - Yusuf Pathan - Wriddhiman Saha (wk) - Ishant Sharma - Rohit Sharma - Manoj Tiwary | - Darren Sammy (K) - Adrian Barath - Christopher Barnwell - Carlton Baugh (wk) - Devendra Bishoo - Darren Bravo - Dwayne Bravo - Kirk Edwards - Andre Fletcher (wk) - Danza Hyatt - Anthony Martin - Ashley Nurse - Kieron Pollard - Ravi Rampaul - Kemar Roach - Andre Russell - Marlon Samuels - Krishmar Santokie - Ramnaresh Sarwan - Lendl Simmons | - Suresh Raina (K) - Harbhajan Singh (VK) - Ravichandran Ashwin - Subramaniam Badrinath - Shikhar Dhawan - Virat Kohli - Praveen Kumar - Amit Mishra - Munaf Patel - Parthiv Patel (wk) - Yusuf Pathan - Wriddhiman Saha (wk) - Ishant Sharma - Rohit Sharma - Manoj Tiwary |

## Twenty20 Internationals

### Erstes Twenty20 in Port of Spain
| 4. Juni Scorecard | Port of Spain | Indien 159-6 (20)          | – | West Indies 143-5 (20) |
|                   |               | Indien gewinnt mit 16 Runs |   |                        |

## One-Day Internationals

### Erstes ODI in Port of Spain
| 6. Juni Scorecard | Port of Spain | West Indies 214-9 (50)       | – | Indien 217-6 (44.5) |
|                   |               | Indien gewinnt mit 4 Wickets |   |                     |

### Zweites ODI in Port of Spain
| 8. Juni Scorecard | Port of Spain | West Indies 240-9 (50)                    | – | Indien 183-3 (33.4/37) |
|                   |               | Indien gewinnt mit 7 Wickets (D/L method) |   |                        |

### Drittes ODI in North Sound
| 11. Juni Scorecard | North Sound | West Indies 225-8 (50)       | – | Indien 228-7 (46.2) |
|                    |             | Indien gewinnt mit 3 Wickets |   |                     |

### Viertes ODI in North Sound
| 1. Juni Scorecard | North Sound | West Indies 249-8 (50)           | – | Indien 146 (39) |
|                   |             | West Indies gewinnt mit 103 Runs |   |                 |

### Fünftes ODI in Kingston
| 16. Juni Scorecard | Kingston | Indien 251 (47.3)                 | – | West Indies 255-3 (48.4) |
|                    |          | West Indies gewinnt mit 7 Wickets |   |                          |

## Tests

### Erster Test in Kingston
| 20. – 24. Juni Scorecard | Kingston | Indien 246 (61.2) & 252 (94.5) | – | West Indies 173 (67.5) & 262 (68.2) |
|                          |          | Indien gewinnt mit 63 Runs     |   |                                     |

### Zweiter Test in Bridgetown
| 28. Juni – 2. Juli Scorecard | Bridgetown | Indien 201 (68) & 269-6d (102) | – | West Indies 190 (73.5) & 202-7 (71.3) |
|                              |            | Remis                          |   |                                       |

Der indische Spieler Suresh Raina wurde auf Grund des offenen zeigens der Unzufriedenheit über eine Schiedsrichterentscheidung mit einer Geldstrafe belegt. Die indische Mannschaft wurde auf Grund zu langsamer Spielweise mit einer Geldstrafe belegt.

### Dritter Test in Roseau
| 6. – 10. Juli Scorecard | Roseau | West Indies 204 (76.3) & 322 (131.3) | – | Indien 347 (108.2) & 94-3 (32) |
|                         |        | Remis                                |   |                                |

## Statistiken
Die folgenden Cricketstatistiken wurden bei dieser Tour erzielt.
| Tests                  | Tests       | Tests   | Tests   | Tests   | Tests   | Tests   | Tests   | Tests   |
| Batting                | Batting     | Batting | Batting | Batting | Batting | Batting | Batting | Batting |
| Spieler                | Mannschaft  | Spiele  | Innings | Runs    | Average | HS      | 100s    | 50s     |
| ---------------------- | ----------- | ------- | ------- | ------- | ------- | ------- | ------- | ------- |
| Rahul Dravid           | Indien      | 3       | 6       | 251     | 50,20   | 112     | 1       | 1       |
| VVS Laxman             | Indien      | 3       | 6       | 243     | 48,60   | 87      | 0       | 3       |
| Shivnarine Chanderpaul | West Indies | 3       | 6       | 241     | 48,20   | 116*    | 1       | 0       |
| Suresh Raina           | Indien      | 3       | 6       | 232     | 46,40   | 82      | 0       | 3       |
| Darren Bravo           | West Indies | 3       | 6       | 205     | 34,16   | 73      | 0       | 2       |
| Bowling                |             |         |         |         |         |         |         |         |
| Spieler                | Mannschaft  | Spiele  | Overs   | Wickets | Average | BBI     | 5W      | 10W     |
| Ishant Sharma          | Indien      | 3       | 123.5   | 22      | 16,86   | 6/55    | 2       | 1       |
| Fidel Edwards          | West Indies | 3       | 114.2   | 19      | 20,00   | 5/76    | 2       | 0       |
| Praveen Kumar          | Indien      | 3       | 110     | 12      | 21,16   | 3/38    | 0       | 0       |
| Devendra Bishoo        | West Indies | 3       | 122.5   | 12      | 32,58   | 4/65    | 0       | 0       |
| Harbhajan Singh        | Indien      | 3       | 125     | 11      | 25,36   | 4/75    | 0       | 0       |

| ODIs             | ODIs        | ODIs    | ODIs    | ODIs    | ODIs    | ODIs    | ODIs    | ODIs    |
| Batting          | Batting     | Batting | Batting | Batting | Batting | Batting | Batting | Batting |
| Spieler          | Mannschaft  | Spiele  | Innings | Runs    | Average | HS      | 100s    | 50s     |
| ---------------- | ----------- | ------- | ------- | ------- | ------- | ------- | ------- | ------- |
| Rohit Sharma     | Indien      | 5       | 5       | 257     | 128,50  | 86*     | 0       | 3       |
| Ramnaresh Sarwan | West Indies | 5       | 5       | 216     | 54,00   | 75*     | 0       | 3       |
| Virat Kohli      | Indien      | 5       | 5       | 199     | 39,80   | 94      | 0       | 2       |
| Lendl Simmons    | West Indies | 5       | 5       | 177     | 35,40   | 67      | 0       | 2       |
| Parthiv Patel    | Indien      | 5       | 5       | 147     | 29,40   | 56      | 0       | 1       |
| Bowling          |             |         |         |         |         |         |         |         |
| Spieler          | Mannschaft  | Spiele  | Overs   | Wickets | Average | BBI     | 5W      | 10W     |
| Amit Mishra      | Indien      | 5       | 50      | 11      | 18,09   | 4/31    | 0       | 0       |
| Andre Russell    | West Indies | 3       | 24.3    | 8       | 13,75   | 4/35    | 0       | 0       |
| Munaf Patel      | Indien      | 3       | 29      | 8       | 17,75   | 3/35    | 0       | 0       |
| Anthony Martin   | West Indies | 4       | 34      | 8       | 17,87   | 4/36    | 0       | 0       |
| Praveen Kumar    | Indien      | 4       | 40      | 5       | 34,80   | 3/37    | 0       | 0       |

| Twenty20            | Twenty20    | Twenty20 | Twenty20 | Twenty20 | Twenty20 | Twenty20 | Twenty20 | Twenty20 |
| Batting             | Batting     | Batting  | Batting  | Batting  | Batting  | Batting  | Batting  | Batting  |
| Spieler             | Mannschaft  | Spiele   | Innings  | Runs     | Average  | HS       | 100s     | 50s      |
| ------------------- | ----------- | -------- | -------- | -------- | -------- | -------- | -------- | -------- |
| S. Badrinath        | Indien      | 1        | 1        | 43       | 43,00    | 43       | 0        | 0        |
| Darren Bravo        | West Indies | 1        | 1        | 41       | 41,00    | 41       | 0        | 0        |
| Chris Barnwell      | West Indies | 1        | 1        | 34       |          | 34*      | 0        | 0        |
| Marlon Samuels      | West Indies | 1        | 1        | 27       | 27,00    | 27       | 0        | 0        |
| Parthiv Patel       | Indien      | 1        | 1        | 26       | 26,00    | 26       | 0        | 0        |
| Rohit Sharma        | Indien      | 1        | 1        | 26       | 26,00    | 26       | 0        | 0        |
| Bowling             |             |          |          |          |          |          |          |          |
| Spieler             | Mannschaft  | Spiele   | Overs    | Wickets  | Average  | BBI      | 5W       | 10W      |
| Darren Sammy        | West Indies | 1        | 4        | 4        | 4,00     | 4/16     | 0        | 0        |
| Harbhajan Singh     | Indien      | 1        | 4        | 2        | 12,50    | 2/25     | 0        | 0        |
| Chris Barnwell      | West Indies | 1        | 2        | 1        | 24,00    | 1/24     | 0        | 0        |
| Praveen Kumar       | Indien      | 1        | 4        | 1        | 27,00    | 1/27     | 0        | 0        |
| Ravichandran Ashwin | Indien      | 1        | 4        | 1        | 30,00    | 1/30     | 0        | 0        |
| Devendra Bishoo     | West Indies | 1        | 4        | 1        | 31,00    | 1/31     | 0        | 0        |
| Munaf Patel         | Indien      | 1        | 4        | 1        | 35,00    | 1/35     | 0        | 0        |

## Player of the Series
Als Player of the Series wurden die folgenden Spieler ausgezeichnet.
| Serie | Player of the Series |
| ----- | -------------------- |
| Test  | Ishant Sharma        |
| ODI   | Rohit Sharma         |

### Player of the Match
Als Player of the Match wurden die folgenden Spieler ausgezeichnet.
| Spiel   | Player of the Match    |
| ------- | ---------------------- |
| 1. T20  | S. Badrinath           |
| 1. ODI  | Rohit Sharma           |
| 2. ODI  | Virat Kohli            |
| 3. ODI  | Andre Russell          |
| 4. ODI  | Anthony Martin         |
| 5. ODI  | Andre Russell          |
| 1. Test | Rahul Dravid           |
| 2. Test | Ishant Sharma          |
| 3. Test | Shivnarine Chanderpaul |